# Daisy Earles
Daisy Earles née Hilda Emma Schneider (29 avril 1907-15 mars 1980) est une artiste naine allemande qui a émigré aux États-Unis au début des années 1920. Elle a travaillé dans des films hollywoodiens en Californie et a ensuite tourné avec des compagnies de cirque. 

## Biographie
Née à Stolpen en Allemagne, elle est issue d'une fratrie de sept enfants, dont seulement trois étaient de taille normale. Daisy Earles arrive aux États-Unis  au début des années 1920, rejoignant son frère et sa sœur Harry Earles et Gracie Doll  et par la suite sa plus jeune sœur Tiny Doll, également atteints d'achondroplasie. Ses parents, Emma et Gustav Schneider ont encouragé  leurs enfants à travailler ensemble dans le domaine du divertissement, plus connue sous le nom de The Doll Family (en).

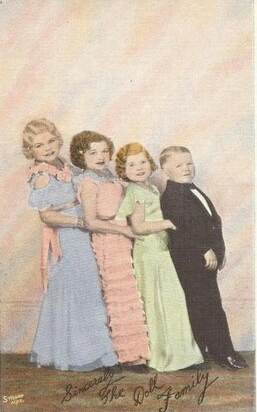
« The Doll Family », quatuor américain d'artistes frères et sœurs.

Daisy Earles était surtout connue pour son rôle principal dans Freaks en 1932. Cependant, le film a été projeté aux États-Unis avec de nombreuses coupures et censuré en Angleterre et au Canada, jusqu'en 1963.
En 1928, elle apparait dans le film Taree-Ring Marriage.
En 1939, Daisy Earles et ses frères et sœurs Tiny Doll, Gracie Doll et Harry Earles, joue en tant que « Munchkins » dans le film  Le Magicien d'Oz (1939). Leurs apparitions se limitent lors d'une chanson et une séquence de danse le long de la route de la brique jaune. Ils n'étaient pas crédités individuellement dans le film, mais en tant que « The Singer Widgets », bien qu'ils aient été généralement connus sous le nom de « The Doll Family ».   
Daisy Earles  termine sa carrière cinématographique en 1952, après un petit rôle dans Sous le plus grand chapiteau du monde. La fratrie a continué à travailler pour le « Ringling Brothers Circus » et Barnum et Bailey Circus, où ils sont apparus comme des « artistes de parade ». Ils ont tous pris leur retraite en 1958. 
Daisy Earles décède à l'âge de 72 ans.